# Hubertus van Mook
Pour les articles homonymes, voir Mook.
Hubertus Johannes van Mook, né le 30 mai 1894 à Semarang (Indonésie) et mort le 10 mai 1965 à L'Isle-sur-la-Sorgue (Vaucluse), est un gouverneur général des Indes néerlandaises puis haut commissaire néerlandais en Indonésie.
Il a également écrit sur l'île de Java. Son livre sur Kota Gede, aujourd'hui un faubourg de Yogyakarta dans le centre de Java, en fait un exemple d'administrateur colonial capable d'étudier la culture locale.
De 1912 à 1913 il étudie à l'université d'Amsterdam.